# 시마무라 우타
시마무라 우타(島村嬉唄, 2000년 6월 24일 ~ )는 일본의 여성 아이돌 그룹 큐루링테시테미테의 멤버이다. 시마무라 우타를 한국어로 잘못 표시하면 시마무라 기쁨의 노래로 표기가 된다.

## 약력
2014년
- 11월 5일,「컨트리무스메。」개명해, 컨트리걸즈의 신멤버에 가입[1].

2015년
- 6월 12일, 컨트리걸즈와 헬로! 프로젝트의 계약을 해지된 것을 발표하였다[2].

2021년
- 1월 23일, 여성 아이돌 그룹「큐루링테시테미테」의 멤버로서 가입해, 연예 활동을 재개했다.

## 참가 유닛
- 컨트리걸즈 (2014년 ~ 2015년)
- 큐루링테시테미테 (2021년 ~ )